# Xoanodera suturella
Xoanodera suturella là một loài bọ cánh cứng trong họ Cerambycidae.